# Nanne Bosma
Nanne Jan Bosma (Delft, 21 mei 1933 – Gouda, 1 april 1993) was een Nederlands auteur van (voornamelijk) historische jeugdromans.

## Werk
Nanne Jan Bosma schreef een reeks jeugdromans gesitueerd in verschillende historische perioden, zoals de Middeleeuwen, de 16e eeuw of 17e eeuw. Zijn ambitie was in de eerste plaats een spannend verhaal te vertellen, maar wel goed gedocumenteerd want zijn fictie combineerde hij met een historisch correcte schets van het dagelijks leven in het verre verleden, met veel aandacht voor beeldende details.
Zijn jeugdromans zijn op twee niveaus te lezen: als een spannend en onderhoudend verhaal, of als verzameling van ethische dilemma's. Zijn verhalen over individuele avonturen van tieners in lang voorbije tijden bevatten een consequente grondtoon die bestaat uit een pleidooi voor het betrachten van redelijkheid en tolerantie, een demonstratie van de waarde van evenwichtig en zelfstandig denken in tijden van geweld en crisis.
Zijn verhalen bieden ook levenslessen over goed leiderschap en in elk boek maakt de jonge hoofdpersoon een sterke persoonlijke ontwikkeling door. Bij de beschrijving van de belevenissen klinkt de stem van de schrijver door, soms letterlijk in de dialogen. De hoofdpersonages zijn slimme jongens of meisjes die volwassen worden en daarbij tal van tegenslagen en belemmeringen moeten trotseren. Zijn jeugdboeken hebben als gemeenschappelijk thema de deugd van het geven van kansen en de noodzaak tot het grijpen van kansen. Zijn verhaalwereld biedt een weerspiegeling van zijn visie op ieders verantwoordelijkheid op een zinvolle wijze te leven.

### Balthazar Gerards: Moordenaar en martelaar (1983)
Bosma publiceerde in 1983 de historische studie Balthazar Gerards: Moordenaar en martelaar. Hierin beschrijft hij op een journalistieke manier de dood van Willem van Oranje, als een soort afrekening in het politieke milieu. Hij schetst een levensportret van de dader, Balthazar Gerards. In Nederland is deze man consequent gedemoniseerd als moordenaar van de vader des vaderlands, in zijn thuisland werd hij destijds beschouwd als martelaar. De lezer kan zijn eigen mening vormen op basis van zorgvuldig verzameld feitenmateriaal.